# 美濃加茂市立山之上小学校
美濃加茂市立山之上小学校（みのかもしりつ やまのうえしょうがっこう）は、岐阜県美濃加茂市にある公立小学校。

## 通学区域
- 通学区域は山之上町の大部分、本郷7丁目の一部、森山町6丁目である。公立中学校の進学先は美濃加茂市立東中学校である[1]。

## 沿革
- 1873年（明治6年） - 普門寺[注釈 1]を仮校舎として発蒙義校、西禅寺[注釈 2]を仮校舎として修身義校が、それぞれ開校する。
- 1884年（明治17年） - 発蒙義校と修身義校が統合され、山之上学校となる。佐口分教場を設置。
- 1886年（明治19年） - 山之上簡易科小学校に改称する。佐口分教場を廃止。
- 1890年（明治23年） - 山之上尋常小学校に改称する[注釈 3]。
- 1900年（明治33年） - 現在地に移転[注釈 4]。
- 1903年（明治36年） - 農業補習学校を併設する。
- 1907年（明治40年） - 山之上尋常高等小学校に改称する。
- 1908年（明治41年） - 高等科を廃止。山之上尋常小学校に改称する。
- 1918年（大正7年） - 高等科を設置。山之上尋常高等小学校に改称する。
- 1941年（昭和16年） - 山之上国民学校に改称する。
- 1947年(昭和22年) - 山之上村立山之上小学校に改称する。
- 1954年（昭和29年）4月1日 - 太田町、古井町、伊深村、蜂屋村、山之上村、加茂野村、および三和村の一部（川浦、廿屋）と合併し、美濃加茂市が発足。同時に美濃加茂市立山之上小学校に改称する。
- 1955年（昭和30年） - 美濃加茂市で最初の鉄筋コンクリート造校舎が完成する。
- 1987年（昭和62年） - 現在の校舎（鉄筋コンクリート造2階建）が完成する。
- 2004年（平成16年） - 校舎（鉄筋コンクリート造3階建）を増築する。